# Provinciale weg 664
De provinciale weg 664 (N664) is een provinciale weg in de Nederlandse provincie Zeeland. De weg loopt in Zuid-Beveland en vormt een verbinding tussen Goes en indirect de A58 ter hoogte van Heinkenszand. Bij Goes loopt de weg verder richting het centrum van Goes, bij 's-Heer Arendskerke eindigt de weg op een rotonde met de N665.
De weg is uitgevoerd als tweestrooks-gebiedsontsluitingsweg met een maximumsnelheid van 80 km/h. Over de gehele lengte draagt de weg de naam Nieuwe Rijksweg.

## Geschiedenis
Oorspronkelijk was de huidige N664 een rijksweg. Vanaf het Rijkswegenplan 1932 was de weg onderdeel van rijksweg 58, welke verliep van Bergen op Zoom via Goes en Vlissingen op Zeeuws-Vlaanderen naar de Nederlands-Belgische grens nabij Sint Anna ter Muiden. De weg zou in de rijkswegenplannen van 1938, 1948, 1958 en 1968 behouden blijven als planweg. Door de opening van de A58 tussen Kapelle en de Sloedam op 1 juli 1970 verloor de weg haar doorgaande functie.
Doordat de weg geen functie meer had voor het bovenregionale verkeer werd deze overgedragen aan de provincie Zeeland. Na de invoering van de Wet herverdeling wegenbeheer op 1 januari 1993 werd de weg onderdeel van de N254 welke tot 2003 verliep van de A58 nabij Vlissingen via Nieuwdorp naar Goes. Bij de opening van de Westerscheldetunnel werd het nieuwe wegnummer N62 ingesteld voor de toeleidende wegen vanaf de A58 naar de tunnel, en vanaf de tunnel richting de Gentse agglomeratie. Voor de N254 betekende dit dat er een 'gat' in het routeverloop zat tussen Nieuwdorp en Heinkenszand. De provincie Zeeland loste dit op door het gedeelte tussen Heinkenszand en Goes te hernummeren tot N664.
Nadat eind 2015 de oude aansluiting Heinkenszand is omgebouwd tot knooppunt Stelleplas, werd het deel tussen de A58 en de N665 gesloopt, evenals de aansluiting naar laatstgenoemde weg. Hierdoor eindigt de weg sindsdien bij de N665 door middel van een rotonde.

## Voormalige N664
Het wegnummer N664 is een hergebruikt wegnummer. Tot 2006 werd het wegnummer N664 gebruikt voor de weg tussen de bebouwde kom van Arnemuiden en de gelijknamige aansluiting op de A58. Het beheer van dit wegvak is in 2006 overgedragen aan de gemeente Middelburg.
N62 · N69 · N251 · N252 · N253 · N254 · N255 · N256/A256 · N257 · N258 · N260 · N261 · N262 · N263 · N264 · N266 · N267 · N268 · N269 · N270/A270 · N271 · N272 · N273 · N274 · N275 · N276 · N277 · N278 · N279 · N280 · N281 · N282 · N283 · N284 · N285 · N286 · N287 · N288 · N289 · N290 · N291 · N292 · N293 · N294 · N295 · N296 · N296n · N297 · N298 · N300 · N321 · N322 · N324 · N329 · N389 · N394 · N395 · N396 · N397

N556 · N562 · N564 · N570 · N572 · N590 · N595 · N598 · N601 · N602 · N605 · N607 · N612 · N613 · N615 · N616 · N617 · N618 · N620 · N622 · N625 · N629 · N631 · N632 · N637 · N638 · N639 · N640 · N641 · N651 · N652 · N653 · N654 · N655 · N656 · N658 · N659 · N660 · N661 · N662 · N663 · N664 · N665 · N666 · N667 · N668 · N669 · N670 · N671 · N673 · N674 · N675 · N676 · N682 · N683 · N686 · N689 · N690 · N831 · N843

Voormalige provinciale wegen: N299 · N551 · N552 · N553 · N554 · N555 · N560 · N561 · N563 · N565 · N566 · N567 · N568 · N571 · N574 · N580 · N581 · N582 · N583 · N584 · N585 · N586 · N587 · N588 · N589 · N591 · N592 · N593 · N594 · N596 · N597 · N603 · N604 · N606 · N608 · N610 · N611 · N614 · N619 · N621 · N623 · N624 · N626 · N628 · N630 · N634 · N642 · N657